# Кампора, Даниель Уго
Даниель Уго Кампора (исп. Daniel Hugo Cámpora; 30 июня 1957, Сан-Николас) — аргентинский шахматист, гроссмейстер (1986).

## Шахматная карьера
В чемпионате мира среди юношей (1976/1977) — 4—7-е места. Двукратный чемпион Аргентины (1986, 1989); также в национальном чемпионате 1978 года — 1—2-е места (уступил в доп. играх Хайме Эмме). В составе команды Аргентины участник 9-и Олимпиад (1978, 1982, 1986—1988, 1992—1994, 2000, 2004 и 2008) и командного чемпионата мира (1985). На олимпиаде-1994 — второй показатель перфоманс-рейтинга (уступил по нему лишь Топалову), лучший процент очков на первой доске (7,5 из 9).
Участник нокаут-чемпионатов мира по версии ФИДЕ (2001-02, 2004).
Лучшие результаты в других международных соревнованиях (список на 1987 год): Кукута (1979) и Сантьяго (1980) — 1-е; Медина-дель-Кампо (1981) — 2-е; Беневенто (1983) — 1-е; Фельден (1983) — 1—4-е; Бенидорм (1983) — 1—3-е; Тузла (1983) — 1-е; Буэнос-Айрес (1984) и Амстердам (1985) — 2—5-е; Бор (1985) — 3—4-е; Маталасканас, Ниш и Панчево (1985) — 1-е; Севилья (1986) — 1—6-е; Сараево (1986) — 4-е; Биль (1986 и 1987) — 1-е и 3-е; Берн (1987) — 1—2-е места.

## Изменения рейтинга
| Графики недоступны из-за технических проблем. См. информацию на Фабрикаторе и на mediawiki.org. |